# Musée celto-romain de Manching
Le Musée celto-romain de Manching (Kelten-Römer Museum Manching) est un musée d’archéologie se trouvant dans le bourg allemand éponyme, au sein du district de la Haute-Bavière. Fondé en 2006, en tant que branche de la Collection archéologique de l’État de Bavière siégeant à Munich (Archäologische Staatssammlung München), il regroupe de façon permanente les découvertes archéologiques celtes issues des conséquentes fouilles du site de l’oppidum de Manching, ainsi que des vestiges romains témoignant de l’occupation romaine du sud de la Bavière, celle-ci comprenant notamment les fortifications militaires impériales de l’Oberstimm. Le musée organise également de nombreuses et régulières expositions temporaires portant sur des thématiques archéologiques variées et dont les horizons s'insèrent au-delà de l'archéologie locale et régionale.
En novembre 2022, le musée est l'objet d'un important vol de 483 pièces en or datant du Ier siècle av. J.-C.. L’essentiel de cette collection, plus grande découverte d'or celtique du XXe siècle, n'a pas été retrouvée, une partie ayant été irrémédiablement détruite par les malfrats.

## Contexte archéo-historique
La création du Kelten-Römer Museum à Manching résulte de la richesse des découvertes et de l'ampleur des recherches archéologiques effectuées sur le site et ses environs. Cet emplacement stratégique à proximité d'une boucle du Danube a notamment accueilli un vaste oppidum du second âge du Fer, puis un camp militaire romain, jusqu'au IIIe siècle ap. J.-C., qui sont mis en valeur dans le musée.

### De l’oppidumcelte aux fouilles archéologiques actuelles

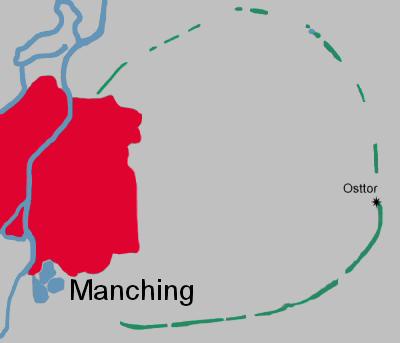
Contours (en vert) du murus gallicus de l'oppidum de Manching et localisation (en rouge) de l'actuel bourg de Manching.

La position géographiquement stratégique sur laquelle fut établie l’oppidum celte de Manching a conféré au site et ses environs un statut de plaque tournante dans les échanges commerciaux comme dans le contrôle territorial et militaire du Sud de la Bavière. En effet, la rive sud du bras principal du Danube, aujourd’hui canalisé à 5 km au nord du site, se trouvait autrefois à proximité immédiate de ce-dernier qui la surplombait.
Du IIIe siècle av. J.-C. jusqu’à la deuxième moitié du IIe siècle av. J.-C., l’oppidum celte a ainsi connu un important essor et devint l'une des plus grandes agglomérations urbaines celtes à ce jour exhumées ; les vestiges du murus gallicus aujourd’hui partiellement observables témoignant de l’apogée de l’agglomération, vers 130 av. J.-C. L'occupation celte suivit dès lors un déclin progressif, pour finalement être entièrement délaissée dans le courant de la deuxième moitié du Ier siècle av. J.-C.
Dès le début du Ier siècle ap. J.-C., soit quelques décennies après l'abandon du site de l'oppidum, l’Empire romain occupa la région de Manching afin de surveiller la frontière bavaroise de l’Empire à la hauteur du Danube. A cet effet, un camp militaire d’une capacité de 500 à 600 soldats fut installé à environ trois kilomètres à l’ouest du site, dans le secteur occupé aujourd’hui par le quartier de l’Oberstimm, compris dans le bourg de Manching. Par la suite, et au gré du déplacement de la frontière plus au Nord dans le courant du IIe siècle ap. J.-C., puis des avancées germaniques au IIIe siècle ap. J.-C., les occupations romaines de la région perdirent fortement de leur ampleur.
Au fil des occupations post-celtiques, les vestiges de l’oppidum ont dès lors progressivement été dégradés, le site continuant d’être reconnu et exploité pour cette position topologiquement privilégiée. Ce processus de destruction s’est accéléré dans le courant de la première moitié du XXe siècle, lorsque durant la Seconde Guerre mondiale puis dès 1950, l’emplacement de l’oppidum, dont les vestiges étaient alors totalement délaissés, a successivement accueilli deux des principaux sites de l’industrie aéronautique allemande puis européenne, le second (appartenant aujourd'hui à la société Airbus Defence and Space) étant toujours en activité. L’oppidum est aujourd’hui également traversé par la route nationale B16 et la voie ferrée reliant Manching à Ingolstadt-Ratisbonne. Face à cet essor rapide prenant place sur le site, et dès l’année 1955, des fouilles et recherches archéologiques conformément et systématiquement suivies comme documentées furent effectuées sous la direction de la Commission romano-germanique de l’Institut archéologique allemand (Römisch-Germanische Kommission des Deutschen Archäologischen Institutes).  Seul un pourcentage restreint (environ 10%) de l’ensemble du site étant depuis lors fouillé, ces travaux archéologiques se poursuivent encore aujourd’hui et constituent à cet égard le plus long projet archéologique mené par l’institut susnommé.

## Le musée

### Sa création

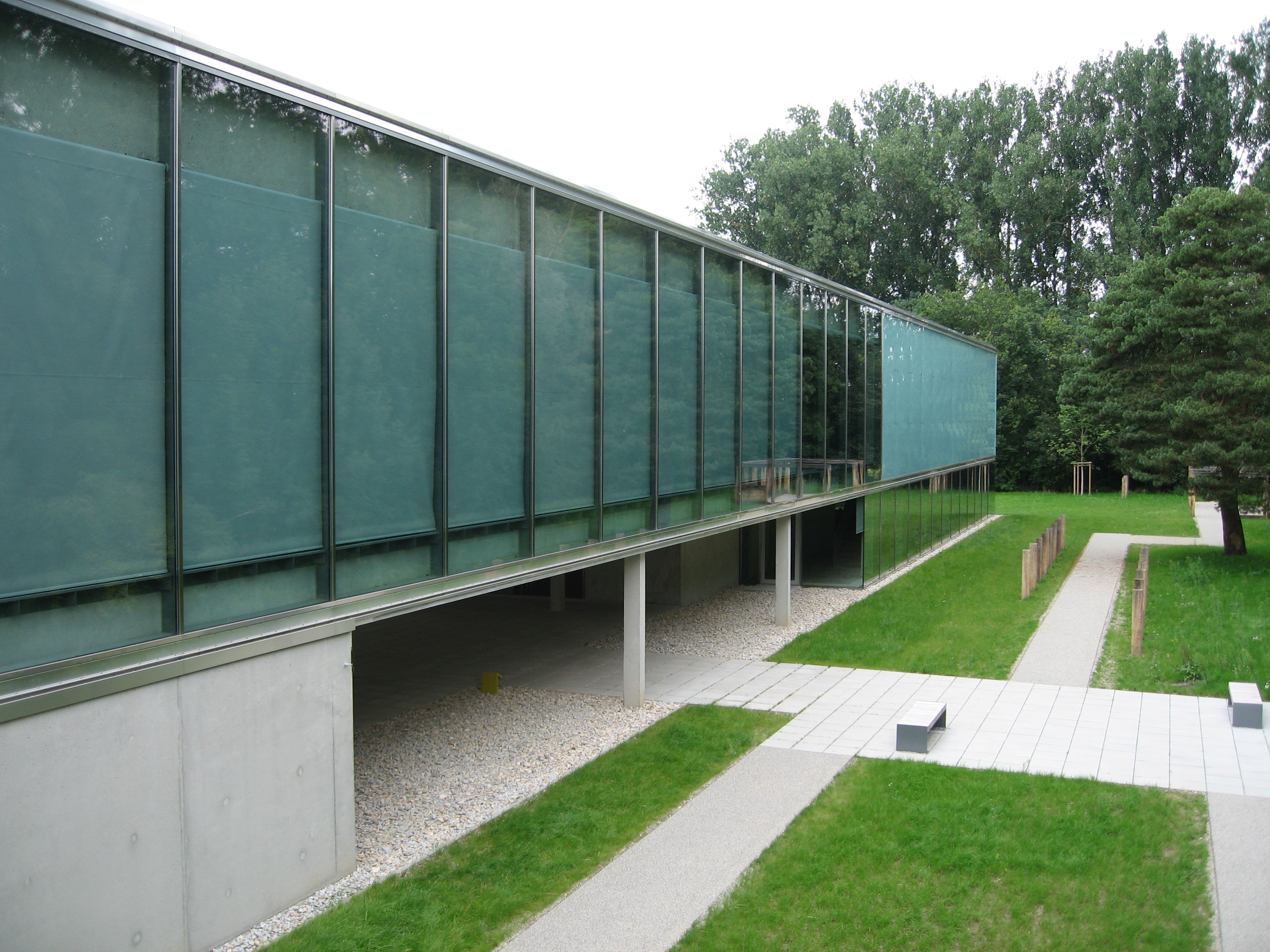
Façade Nord du musée

Au fil des découvertes, l’intérêt du public pour l'oppidum n’a cessé de croître. Ses vestiges avaient gagné en visibilité, à la faveur de plusieurs expositions internationales telles que « I Celti » en 1991 au Palais Grassi de Venise ou « Das keltische Jarhtausend » en 1993 à Rosenheim. Néanmoins, le patrimoine de Manching fut principalement mis en avant grâce à l’initiative d’acteurs locaux. Ainsi, le 11 juin 1988, ouvrait un petit musée d’archéologie locale dans les murs de l’hôtel de ville de Manching. L’office de soutien aux musées non-étatique rattaché au bureau de protection du patrimoine de l’État bavarois (Landesstelle für nichtstaatliche Museen im Bayerischen Landesamtes für Denkmalpfege), de même que la Commission romano-germanique de l'Institut archéologique allemand y contribuèrent en plaçant deux salles d’exposition, celles-ci comprenant des vestiges issus d'horizons préhistoriques à romains. Un nouvel élan fut donné à ce projet de mise en valeur, lors de la découverte en 1986 de deux épaves de navires militaires romains datés de 100 ap. J.-C., à proximité du fort militaire antique d’Oberstimm. Ces épaves furent prélevées en 1994 et déplacées au Musée central romain-germanique de Mayence (Römisch-Germanisches Zentralmuseum Mainz) pour y être restaurées, et conservées jusqu’en 2005 .
Parallèlement, le 28 novembre 1999, le ministre de la science de l’État de Bavière, Dr. Hans Zehetmaier, prit la décision d'un retour des épaves à Manching et conclut du fait qu’un musée à part entière, consacré au passé celte et romain de Manching, devait être créé et rattaché au réseau de l’Archäologische Staatsammlung München (musée archéologique de Munich), en tant que branche de cette dernière. Les fondations de ce projet furent posées en 2002, lorsque l’Archäologische Staatsammlung München, responsable de la conception et du financement du futur musée, entra en partenariat avec un groupement d’acteurs et responsables locaux, respectivement les représentants du district de Haute-Bavière, de la Marktgemeinde de Manching, de l’arrondissement de Pfaffenhofen an der Ilm et du Cercle des Amis celto-romains (Keltisch-Römischen Freundeskreis) de Manching. Ce groupement ainsi constitué était quant à lui chargé de la mise à disposition du terrain, de la construction et du fonctionnement opérationnel du musée.
Implanté à proximité immédiate du site, aux abords ouest de l’oppidum, le Kelten Römer Museum de Manching fut inauguré le 2 juin 2006 par le ministre de la Science, de la Recherche et de l’Art de l’État de Bavière, Dr. Thomas Goppel. Dès le 5 juin 2006, le musée fonctionnait déjà à son plein potentiel , mettant en valeur, pour un large public, les fruits de plus de cent ans de fouilles et de recherches archéologiques, tout en assurant également la responsabilité de la mise en valeur du site lui-même.

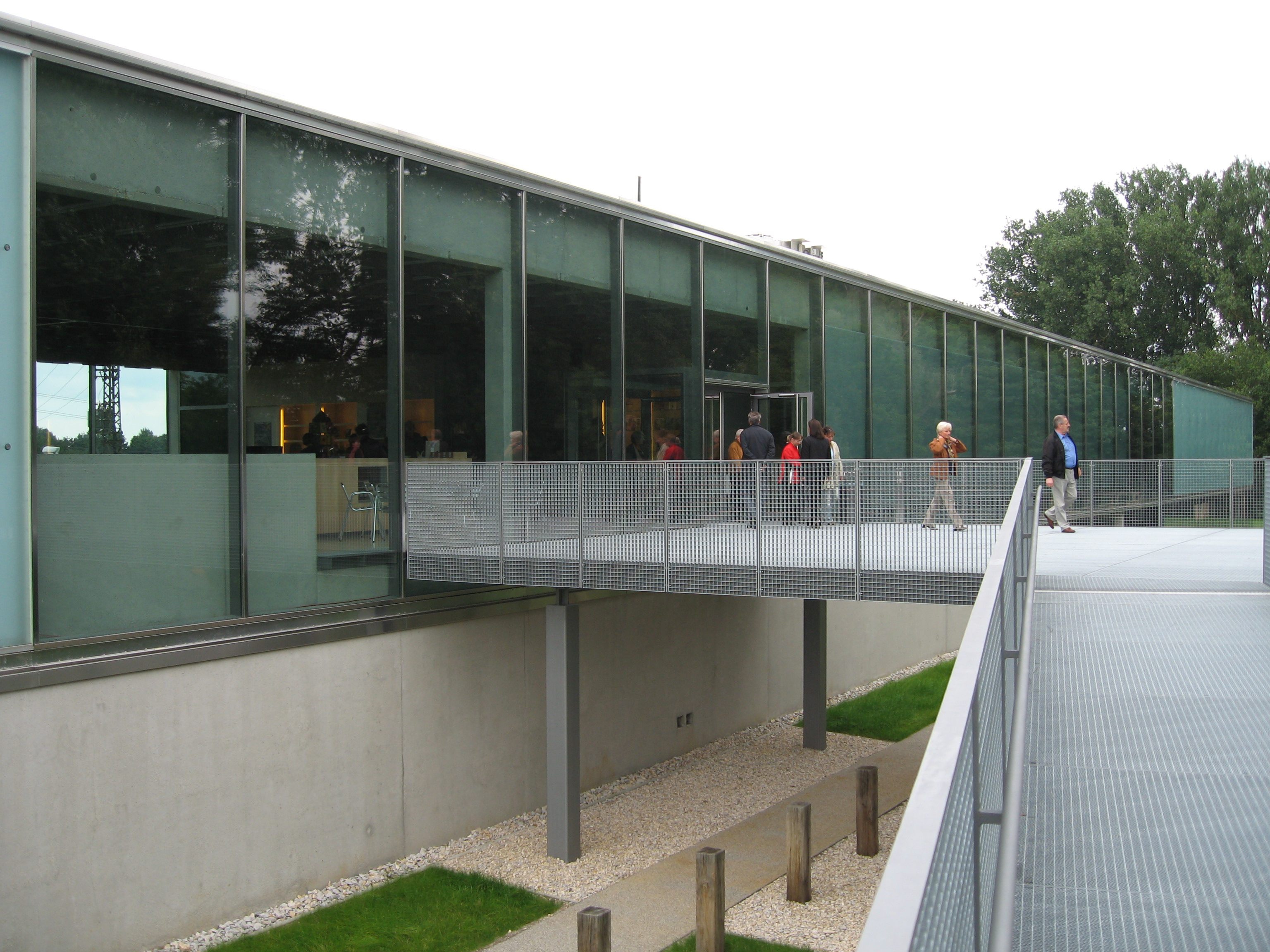
Façade Sud et entrée du musée, accessible via la passerelle

### Son administration et sa direction
En tant que branche satellite de l’Archäologische Staatssammlung München (regroupant huit musées archéologiques de Bavière), le Kelten-Römer Museum dépend officiellement de cette dernière, qui détermine depuis Munich sa politique muséale. Néanmoins le musée possède un directeur sur place chargé de l'application de cette politique et du bon fonctionnement de l'institution :
- 2006 – 2017 : Dr. Wolfgang David (préhistorien)[12];
- 2018 – aujourd’hui : Tobias Esch (historien)[13].

### Son bâtiment et ses aspects architecturaux
Le bâtiment du Kelten Römer Museum de Manching a été conçu par le bureau d’architectes Fischer Architekten München, au moyen d’un budget de 7,03 millions d’euros, pour une durée de construction de vingt-cinq mois. Sa superficie totale, de 2 140 m2, est divisée en plusieurs sections et secteurs : le secteur de l’exposition permanente celte d’environ 670 m2, le secteur de l’exposition permanente romaine d’environ 510 m2 et le secteur réservé aux expositions temporaires d’environ 170 m2. La superficie restante est quant à elle occupée par divers bureaux, par les dépôts et par les services annexes (boutique, cafétéria) du musée.
L’emplacement choisi pour le musée se situe au sud-ouest de Manching, sur une péninsule formée par les cours d’eau de la Paar et de l’Augraben. L’accès au musée se fait par une passerelle montant en pente douce sur près de 100 mètres de long. L’espace d’exposition, entièrement ouvert, est réparti sur deux niveaux. Le premier niveau est pour une moitié conçu comme un monolithe de béton largement ouvert sur l’extérieur et pour l’autre moitié comme une structure entièrement vitrée et transparente. Le deuxième niveau est un bloc vitré, arborant le lettrage « römer » et « kelten ». Ce bloc est en grande partie opaque, néanmoins plusieurs fenêtres panoramiques de hauteur égale à celle de l’étage en son entier offrent une vue sur le parc et la végétation entourant le musée, tout en prodiguant lumière naturelle au musée. Le cadre extérieur servant de structure aux parois vitrées est en aluminium et confère à l’ensemble un aspect homogène. La nuit, lorsque les parois vitrées sont illuminées, le musée semble flotter dans l'obscurité, illustrant ainsi à son plein potentiel le concept de « vitrine flottante » pensé lors de sa réalisation. L'intérieur est constitué d’un sol en ciment et d’un plafond recouvert d’un enduit argileux peint. L’ensemble est un assemblage de couleurs douce et de surfaces brutes, offrant un fort contraste avec l’aspect des vestiges exposés et mettant ainsi ces derniers en valeur.

### Important vol et destruction
Le 22 novembre 2022, 483 pièces en or datant du Ier siècle av. J.-C. sont dérobées au musée. Le sort de cette collection, plus grande découverte d'or celtique du XXe siècle et dont la valeur marchande s'élève à environ 1,3 million d'euros, « n'a pas pu être élucidée lors de la procédure ». Une partie du butin est définitivement détruite : sur environ 3,7 kg de pièces, environ 500 grammes ont été retrouvés fondus - peut-être afin d’être plus facilement écoulées - chez l'un des accusés. Le reste du trésor reste introuvable,.

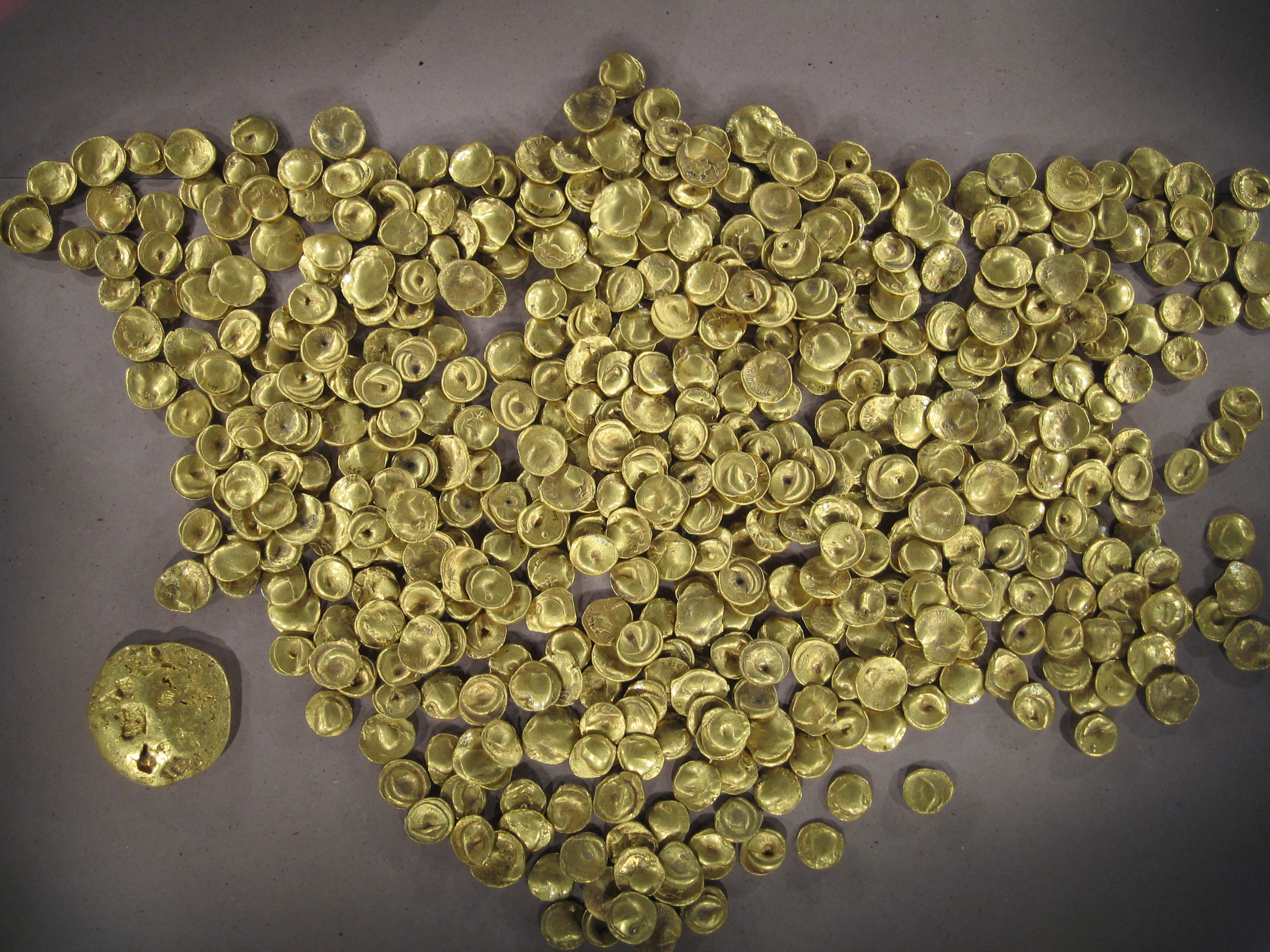
Trésor d'or celtique de Manching

## Les expositions
Le Kelten-Römer Museum propose un large panel d’expositions, comprenant de façon permanente la mise en valeur du patrimoine local, celte et romain. Ainsi le rôle initial (mais non exclusif) du musée est de servir de pont entre l’archéologie de Manching et le public.
En parallèle, et depuis le début de son activité, le Kelten-Römer Museum de Manching développe une politique d'expositions temporaires et itinérantes ambitieuses, ayant trait à de nombreux horizons archéologiques, régionaux comme transnationaux. Celles-ci permettent ainsi au public de prendre connaissance et d’appréhender des problématiques tant variées que méconnues, et parfois inattendues. Dès lors, elles contribuent également et largement à l'identité du Kelten-Römer Museum. Aussi, et le plus souvent fondées sur des partenariats internationaux, ces expositions temporaires permettent à ce musée d’archéologie locale de toutefois se placer sur la scène internationale, de développer ses réseaux muséaux comme scientifiques et ainsi de gagner en notoriété.
Privilégiant un accès inclusif au patrimoine, il convient également de souligner que le Kelten-Römer Museum a mis en place un dispositif de visite et d’exposition adapté aux personnes en situation de handicap visuel.

### Permanentes

#### Celte
L’exposition consacrée à la culture celte expose de nombreuses trouvailles issues des fouilles de l’oppidum. L’histoire de l'agglomération, la vie domestique, artisanale, religieuse et commerciale y sont retracées, le tout étant explicité, outre au travers des vestiges, par plusieurs maquettes et plans. L’histoire du site et des fouilles archéologiques est également exposée et expliquée. D'un point de vue scénographique, l'exposition commençant au premier étage suit comme fil conducteur une série de cinq vitrines suspendues le long du mur sud, opaque. Devant chacune d'elles est placée une étape :
La première invite le visiteur à traverser le Danube, symbolisé par une bande de verre placée au sol et rétroéclairée. Ce « Danube » est flanqué d'une « forêt » de troncs ancrés dans le sol et traités aux différents degrés de la construction d'une maison celte. Il en résulte, à la fin de cette étape, l'ébauche de construction en L, suivant le modèle des plans des maisons décelés sur l'oppidum.
La deuxième constitue le premier « temps fort » de l'exposition. Il met en lumière « l'arbre de culte » (Kultbäumchen) celte en or massif, dont les feuillages créent une atmosphère enchanteresse, plongeant le visiteur pour un instant comme dans un endroit isolé du reste de la salle.
La troisième étape expose poteries et récipients de facture celte, dont un ensemble retrouvé tel quel sur le site, et replacé en situation dans l'exposition.
La quatrième étape met en scène le deuxième « temps fort ». Il s'agit d'un dépôt de 450 pièces d'or, placé au centre d'une spirale de rideaux noirs et opaques, ne laissant passer la lumière que depuis le haut. Le puits ainsi formé représente alors un trésor profondément enfoui.
La cinquième et dernière étape marque la transition avec l'exposition romaine à suivre : elle évoque l'oppidum celte abandonné, alors recouvert d'herbe lorsque les troupes romaines construisirent le fort Oberstimm à proximité.

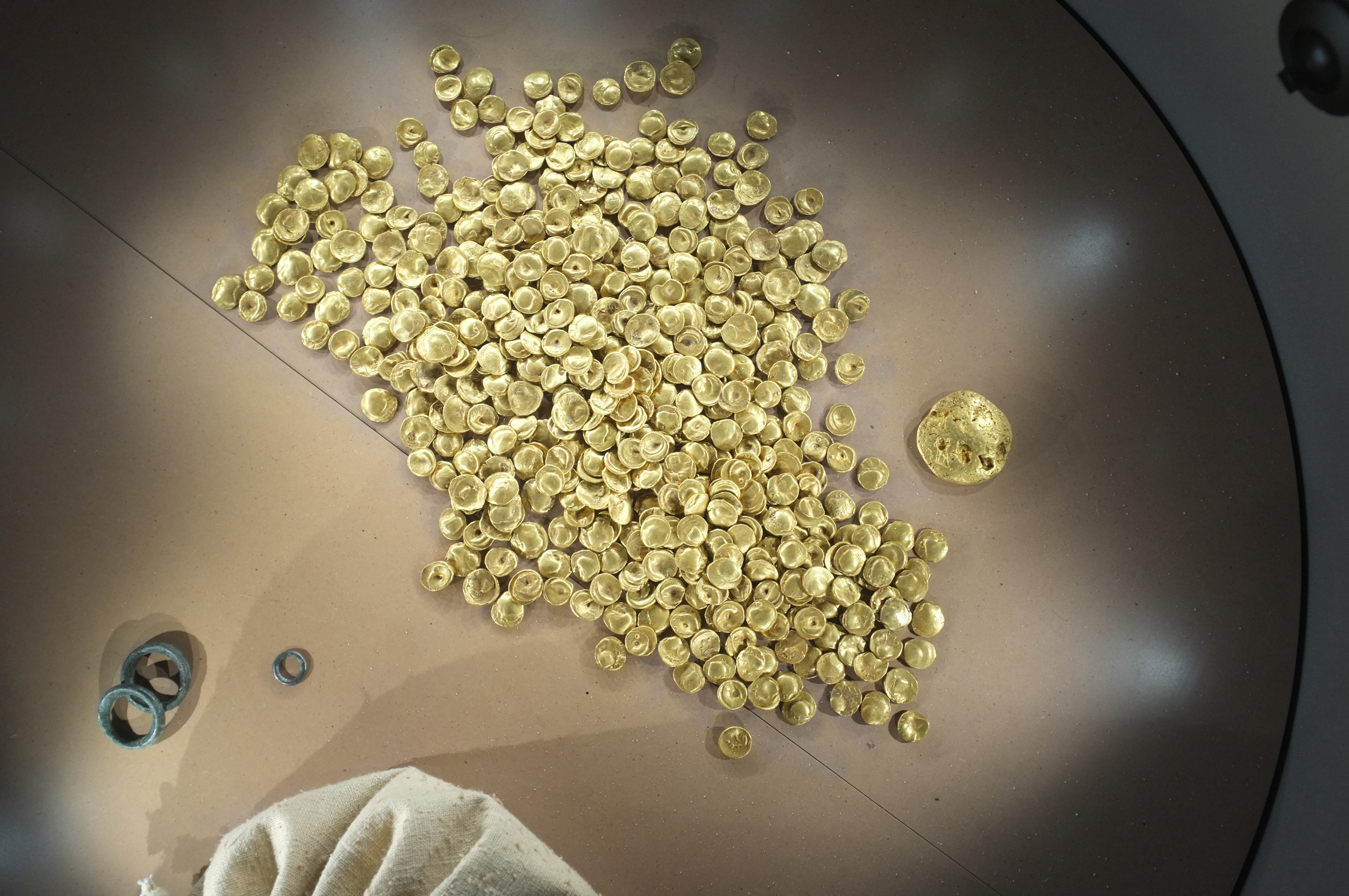
Trésor de pièces d'or de l'oppidum de Manching.
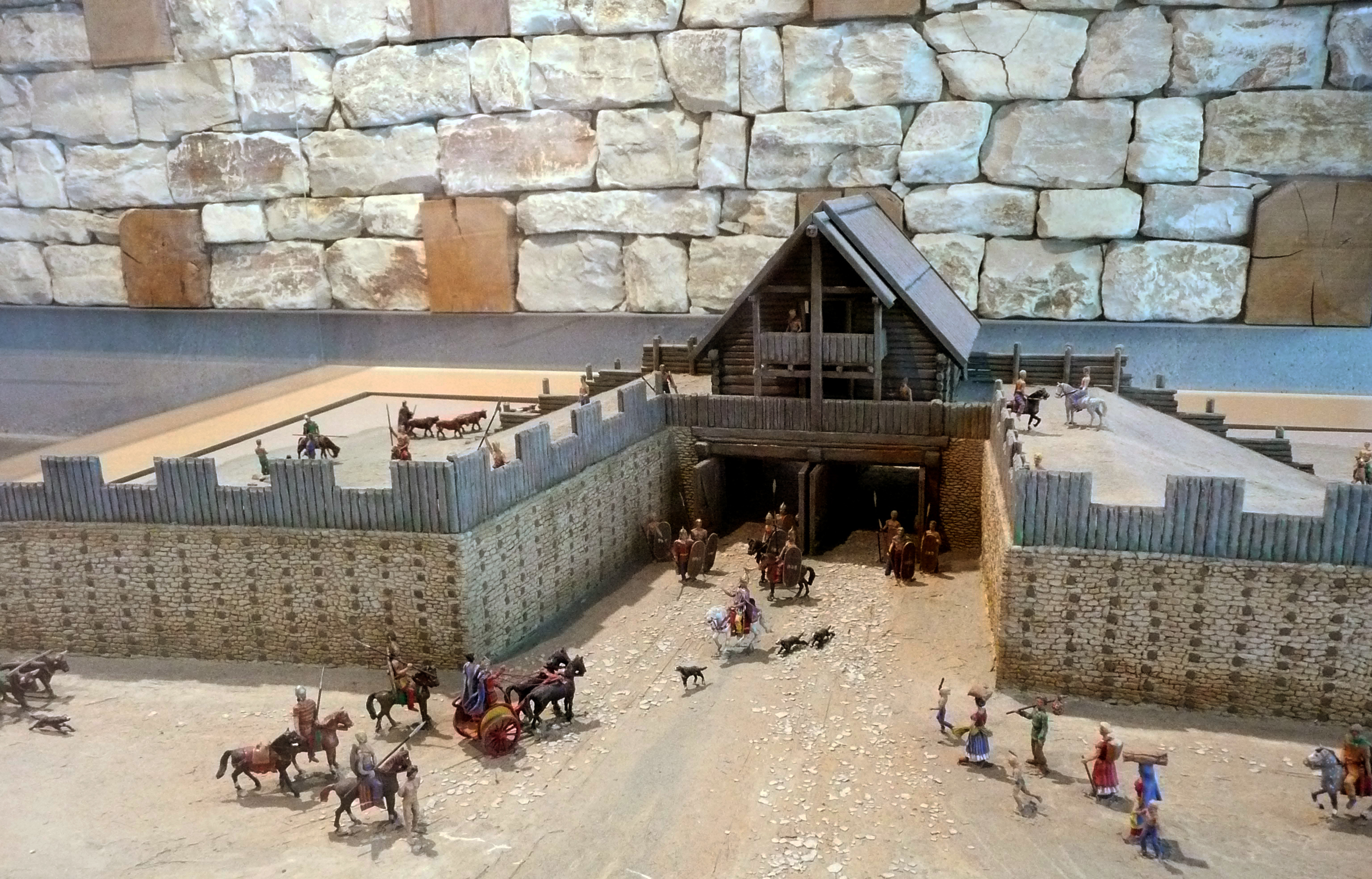
Maquette de la porte monumentale Est de l'oppidum de Manching. Echelle 1:50.
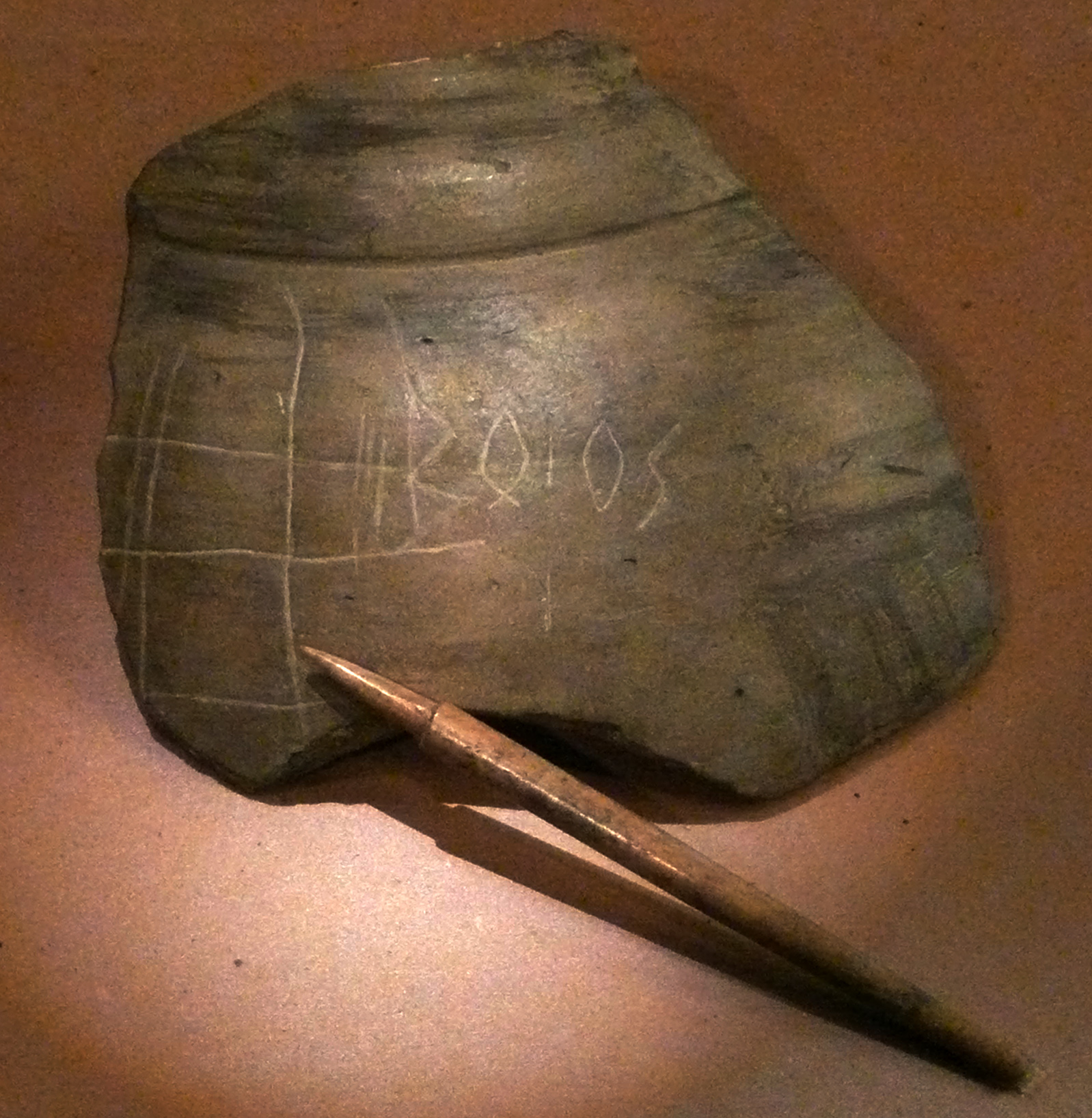
Fragment de céramique celte de Manching, sur lequel l'inscription gravée « BOIOS » est lisible.
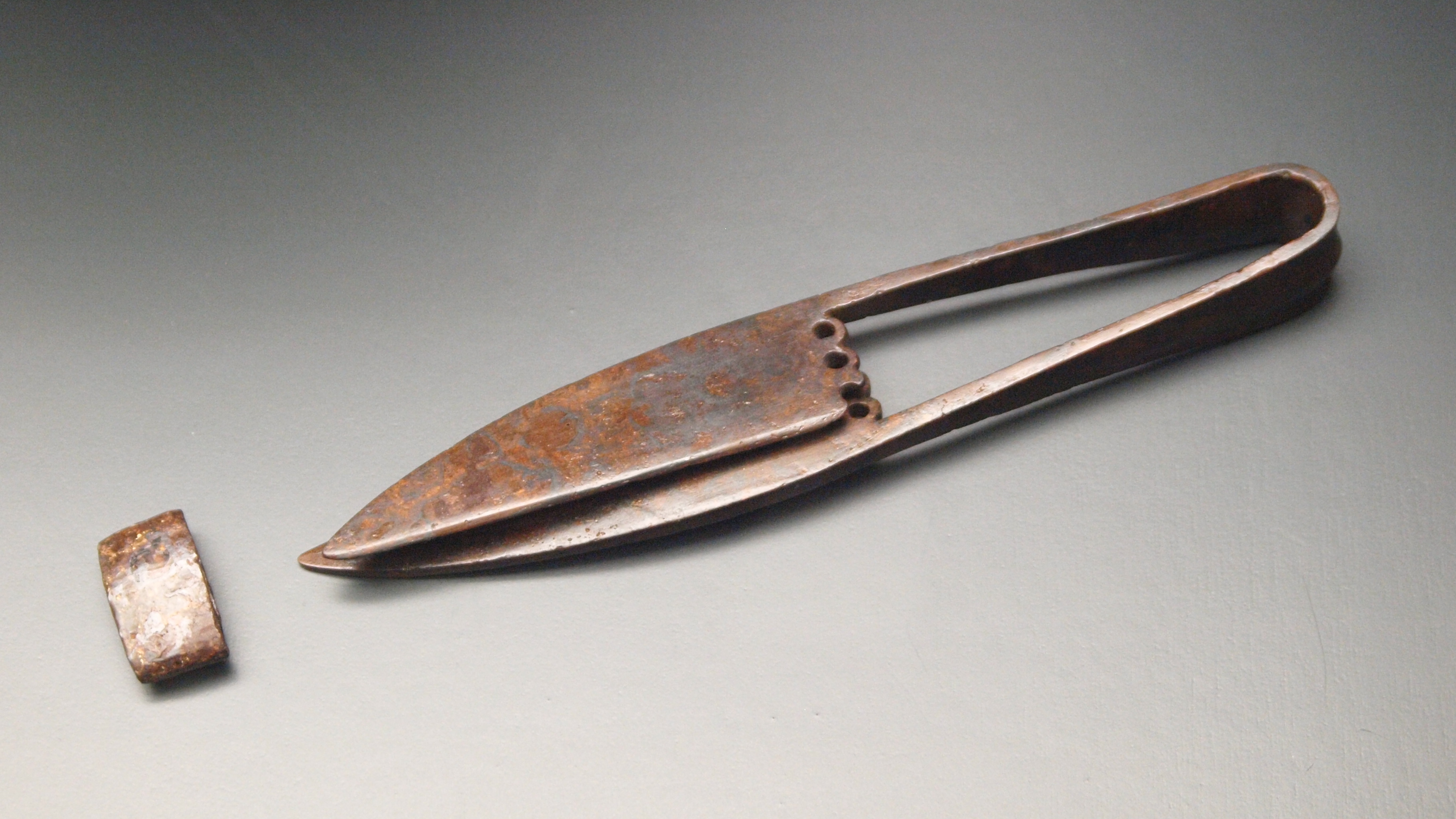
Ciseaux celtes mis au jour sur l'oppidum de Manching.
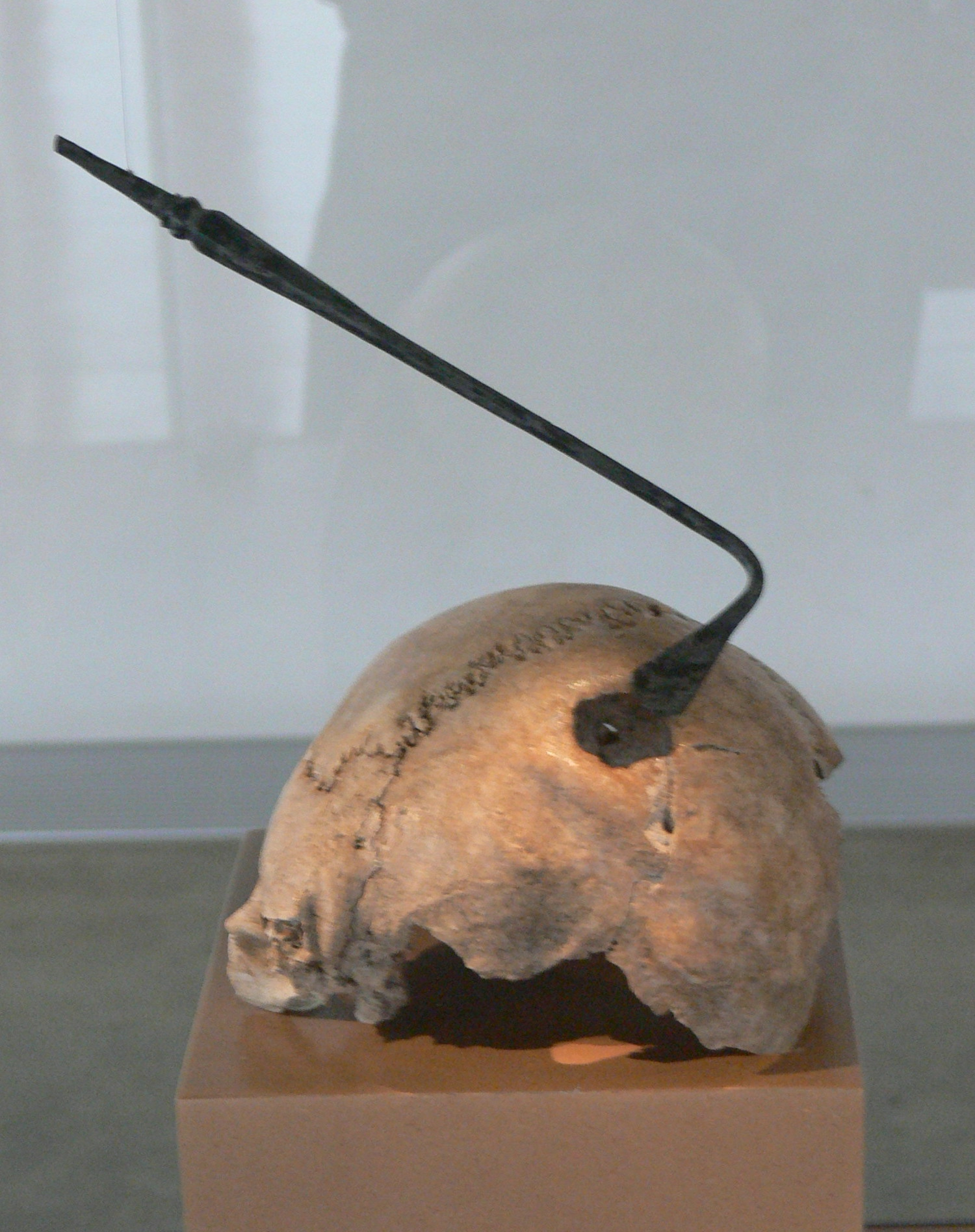
Crâne trépané (IIe siècle av. J.-C.) découvert à proximité de la porte Est de l'oppidum de Manching.
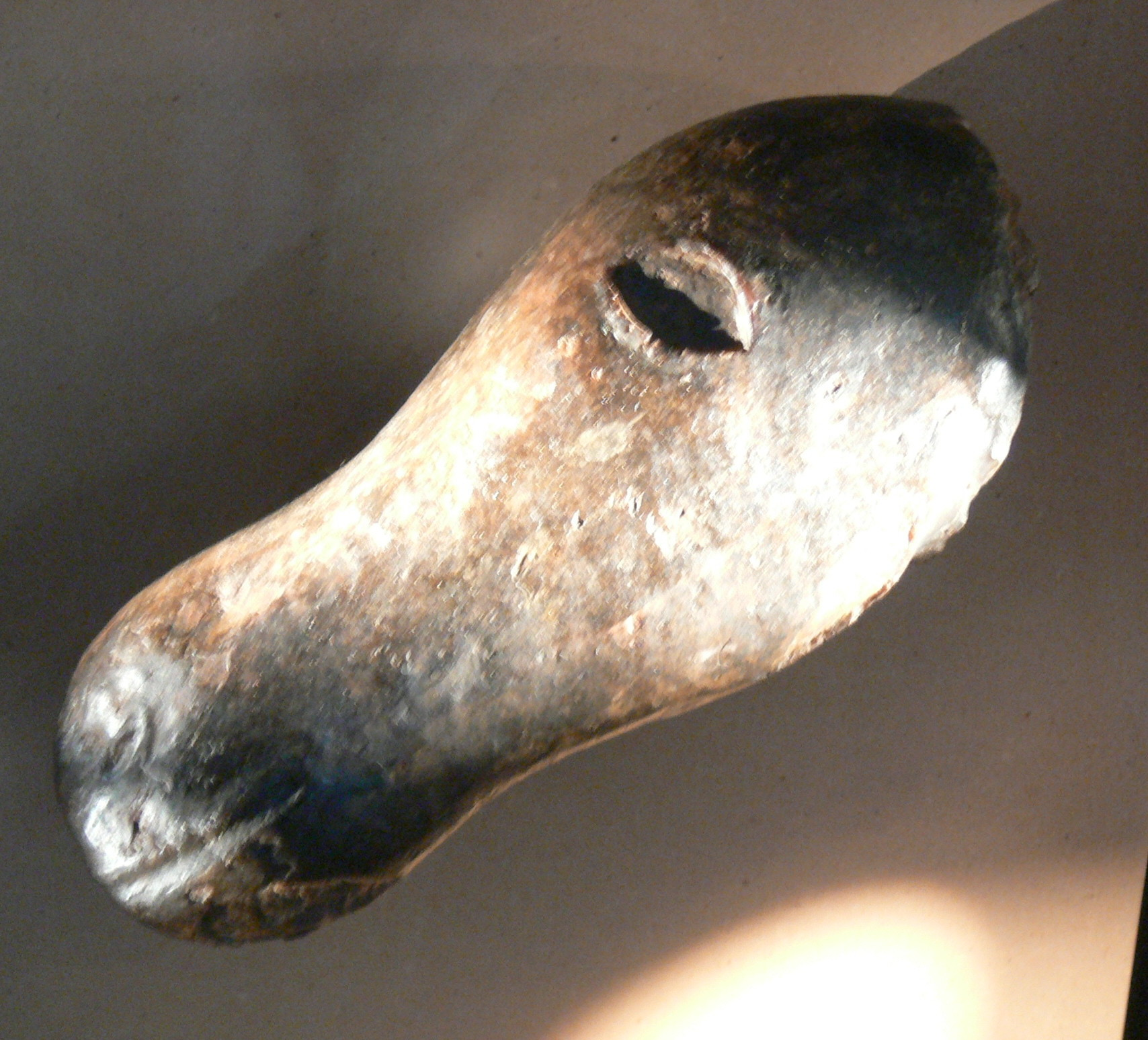
Tête en fer d'une représentation statuaire celte de cheval.

#### Romaine
L’exposition romaine présente principalement les vestiges issus du campement militaire fortifié de l'Empire romain à Oberstimm. Le passage dans cette partie romaine se fait, depuis la partie celte, sur une passerelle surplombant un vaste espace, haut de dix mètres, abritant en son fond les pièces centrales que constituent les deux épaves des navires militaires romains. Originellement d’une quinzaine de mètres de longueur, celles-ci ont été retrouvées à proximité du fort. Outre cette vue imprenable, la passerelle comprend également des maquettes transmettant aux visiteurs des informations sur la navigation fluviale romaine, le commerce et les transports.
Une fois le rez atteint via un escalier, le parcours passe d'abord devant une salle ouverte sur le hall à la façon d'une armoire. Cette salle, au centre de laquelle se place une maquette reconstituant le camp fortifié d'Oberstimm, comprend de nombreuses vitrines, exposant des objets issus dudit site.
Ressortis de cette salle, les visiteurs poursuivent le parcours et passent aux abords des deux épaves désormais observables de près. Celles-ci sont surélevées au-dessus d'un lit de gravier, afin de les représenter comme en train de flotter.
Une fois les navires dépassés, les visiteurs sortent du musée et arrivent dans la zone d'animation et d'expérimentation, située à couvert, au centre du bâtiment, et ouverte sur le parc.

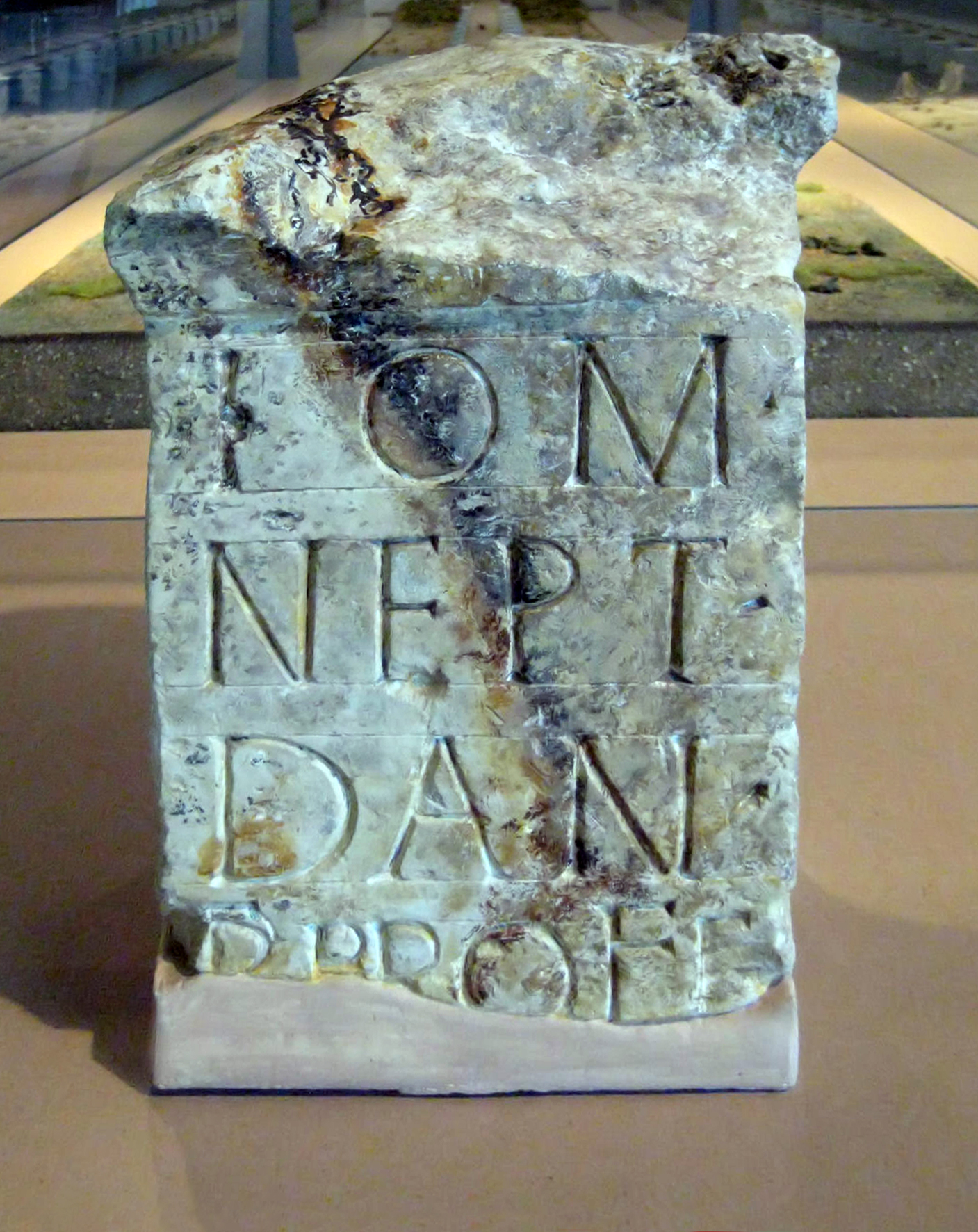
Stèle romaine retrouvée à l'extrémité Nord du pont romain traversant le Danube, dans les environs de Stepperg, en Bavière.
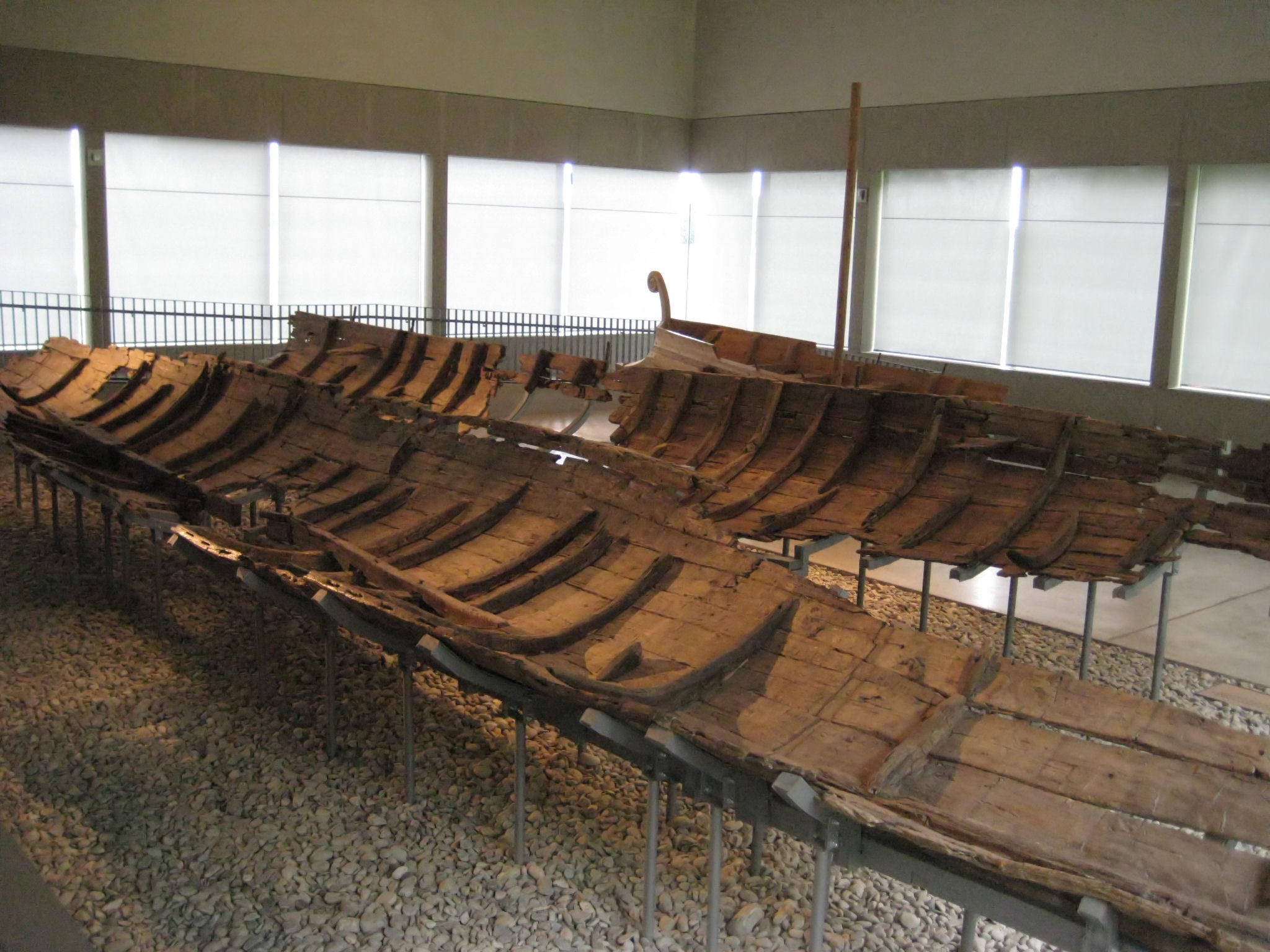
Epaves des navires militaires romains découvertes proche du fort d'Oberstimm.
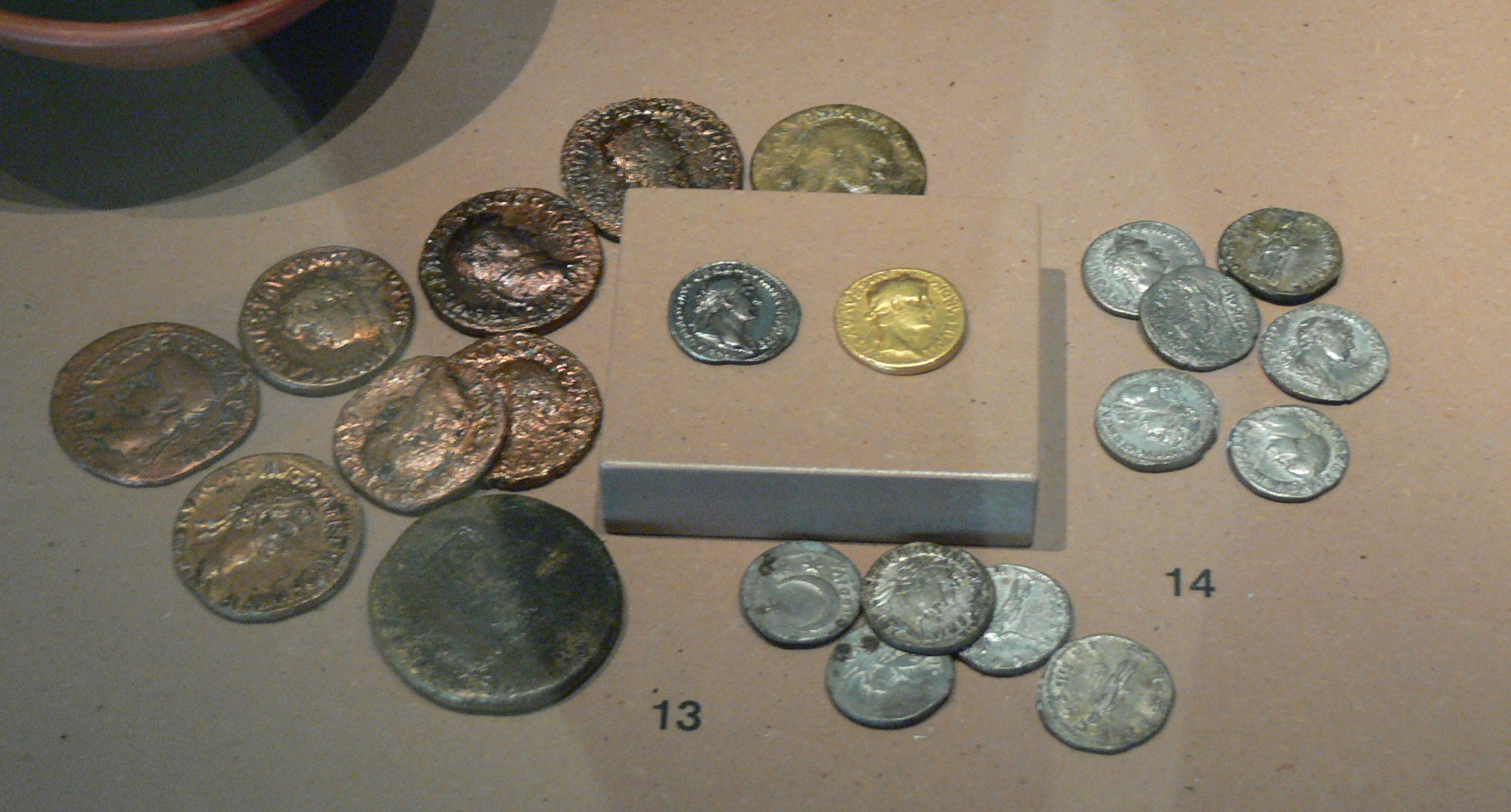
Monnaies romaines découvertes sur le fort d'Oberstimm.
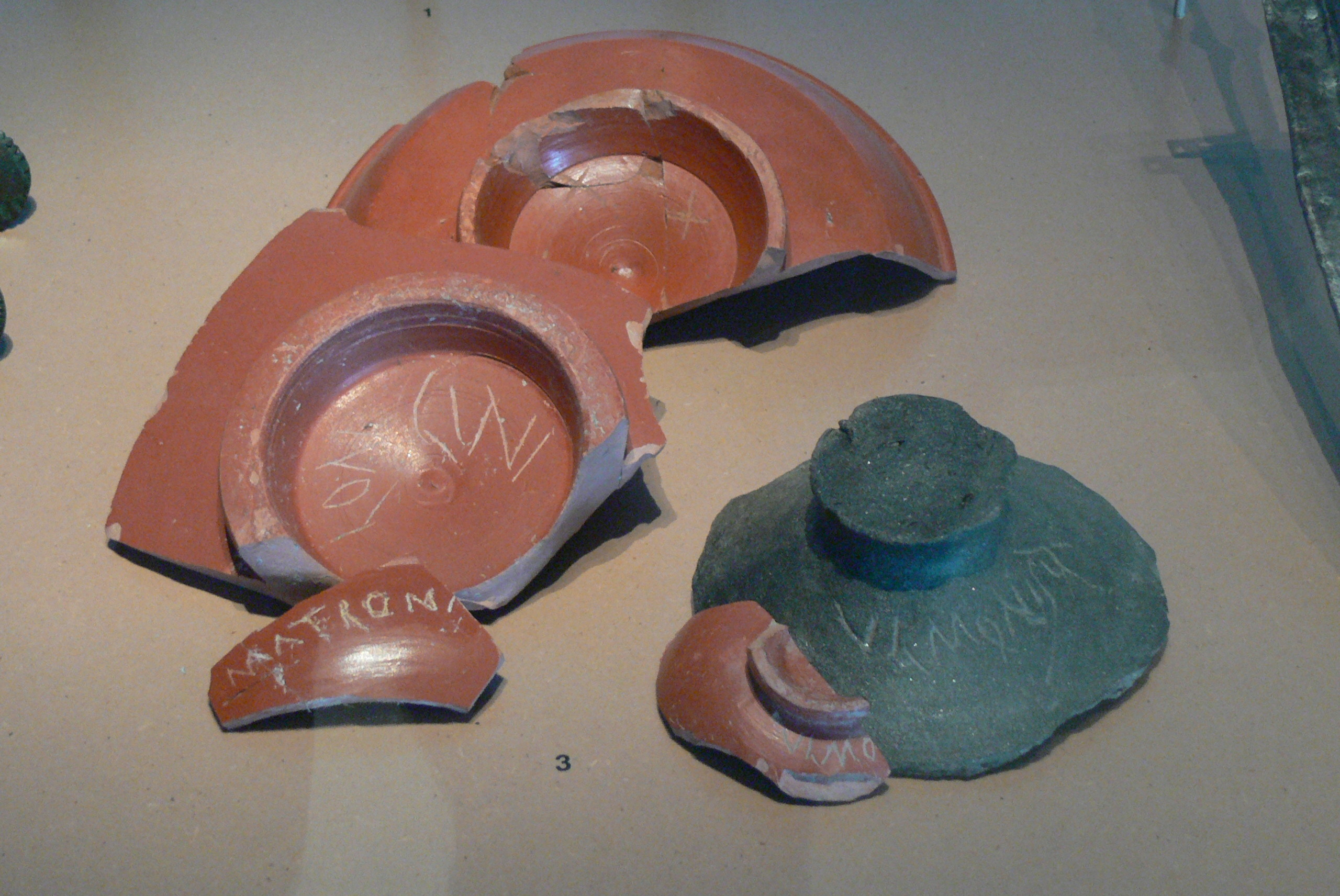
Céramiques romaines issues du fort d'Oberstimm, gravées du nom de leurs propriétaires (de gauche à droite): ONGINI ; MATRONI ; VLMONIS.
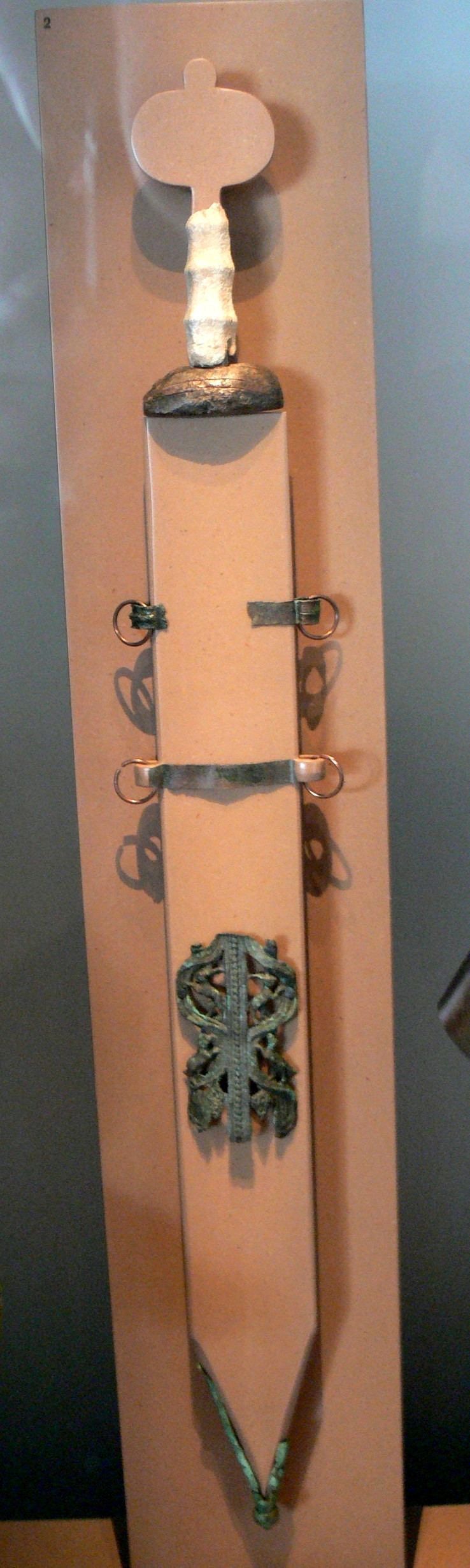
Vestiges fragmentaires d'un gladius romains mis au jour sur le fort d'Oberstimm.
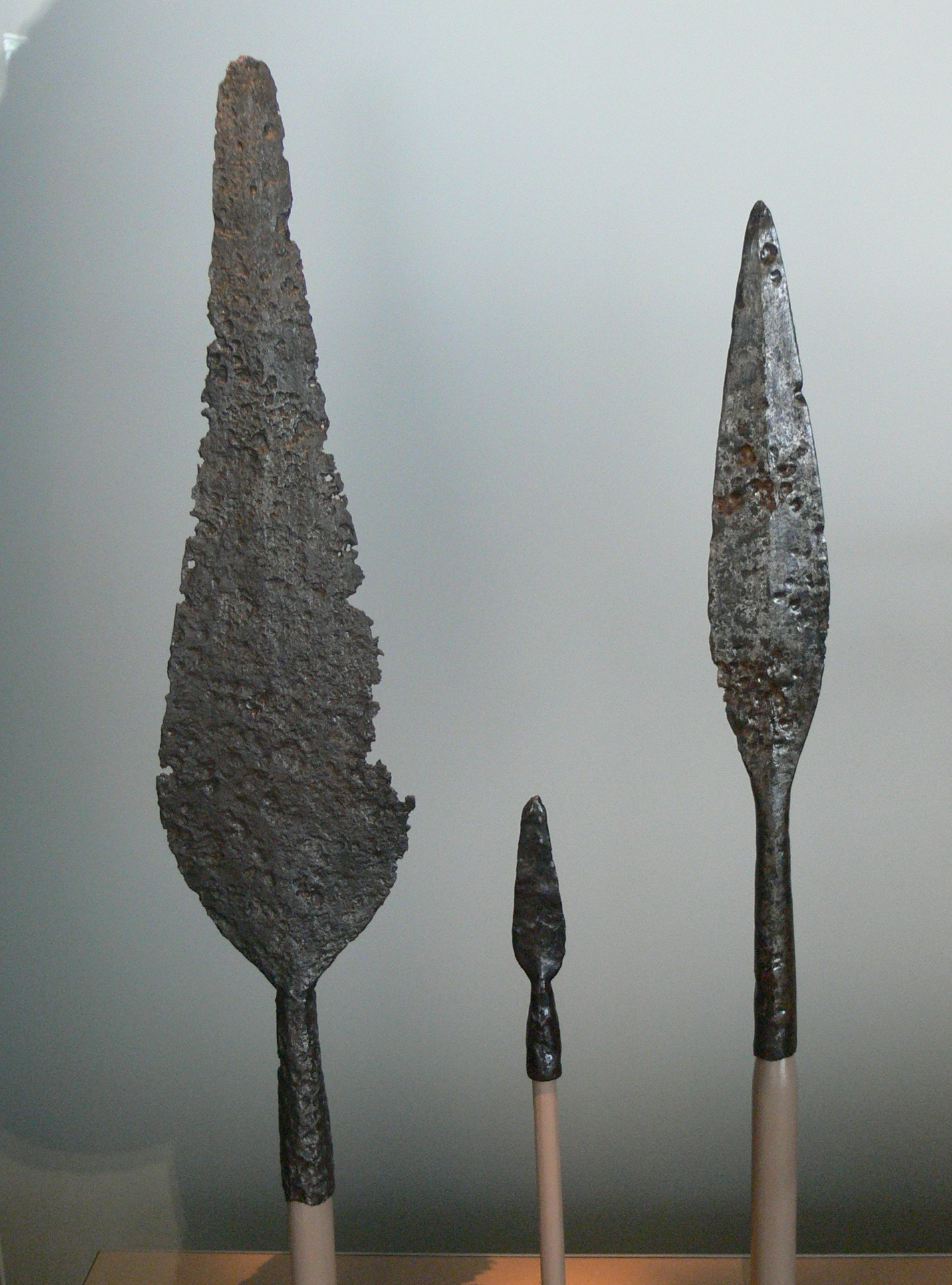
Fers de lances romaines issues du fort d'Oberstimm.
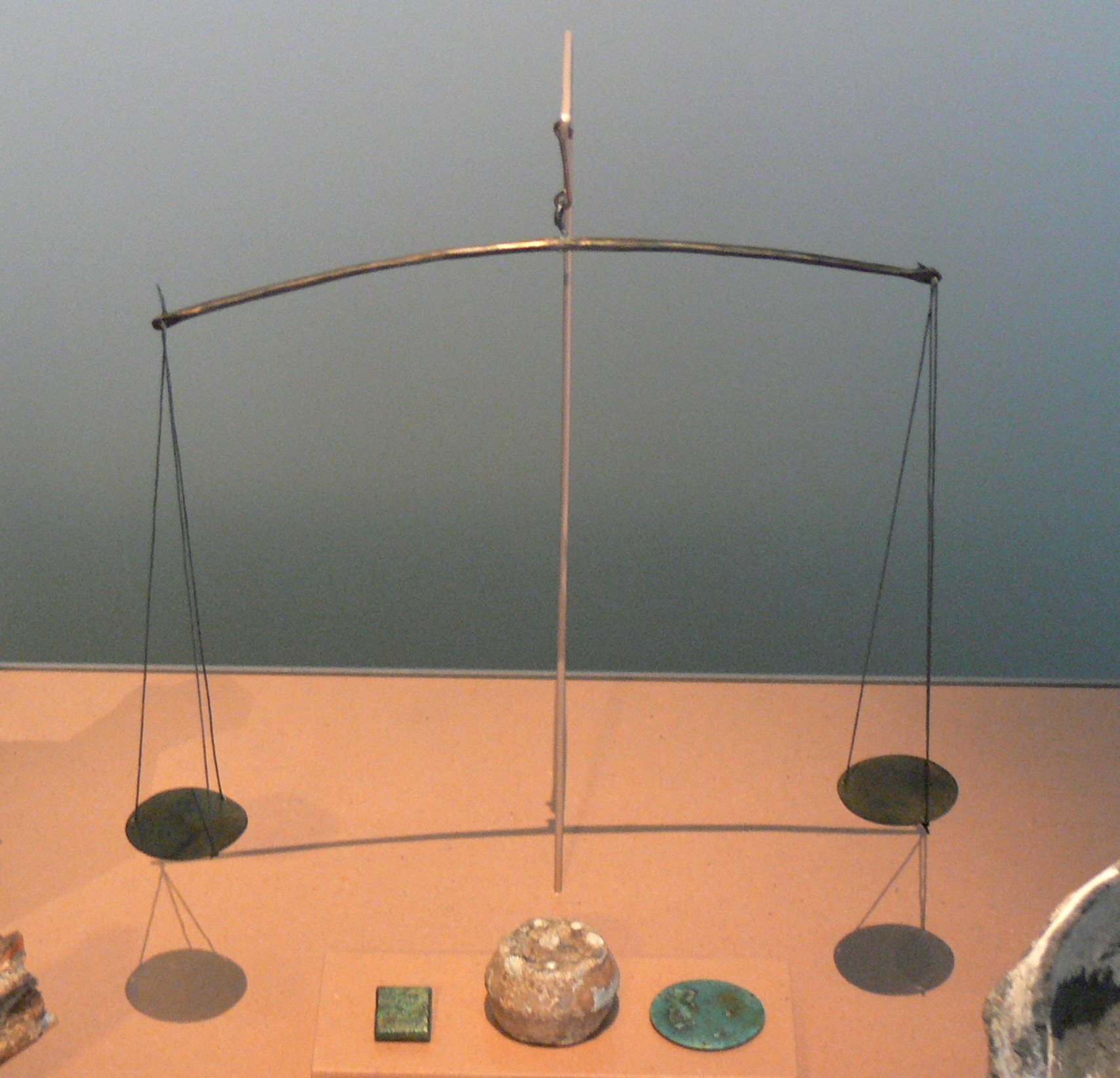
Reconstitution d'une balance romaine utilisant des fragments de l'originale, issue du fort d'Oberstimm.

### Temporaires (achevées)
Alltag und Pracht - Die Entdeckung der keltischen Frauen  (24 novembre 2007 - 30 mars 2008)
En 2005, trois musées européens (Le Musée national de Prague, le parc archéologique de Belginum et le Musée de Bibracte) s’étaient regroupés afin de concevoir conjointement cette exposition sur la femme celtique. Grâce à l’appui des initiateurs de l'exposition originale et à la collaboration de nombreux prêteurs, le Kelten-Römer Museum en a fait l'objet de sa première exposition temporaire. Les vestiges qui étaient présentés provenaient de trente-deux musées d'Allemagne, d'Autriche, de France, de République tchèque, de Slovaquie et de Suisse, exposant ainsi un large panel de la culture celtique, s’étendant chronologiquement du premier âge du fer (Hallstatt) au début la période gallo-romaine, en passant par le second âge du fer (La Tène). C’est ainsi plus de 150 ans de recherches archéologiques et anthropologiques qui permettaient de présenter lors de cette exposition une image se voulant complète des femmes celtiques dans leurs sphères d'activité culturelles, domestiques, familiales et économiques.
Gulbranssons Meisterwerk evangelischen Kirchenbaus  (29 juin 2008 - 10 août 2008)
A l’occasion du 50e anniversaire de la Friedenskirche de Manching, œuvre d'Olaf Andreas Gulbransson (1916-1961), la paroisse luthérienne évangélique de Manching, en collaboration avec le Kelten-Römer Museum, exposait le travail de l’architecte et sa relation avec la spécificité que constituent les églises et bâtiments religieux. Ainsi étaient mis en valeur pour le public : plans originaux, images, textes et œuvres d’art qui ont défini et caractérisé cette église. Outre la signification théologique de l’architecture, l’emplacement historique de sa construction, sur les fondations du fort d’Ingolstadt, faisait également partie du propos de l’exposition.
Rätsel Schnippenburg - Sagenhafte Funde aus der Keltenzeit  (1er novembre 2008 - 19 avril 2009)
Cette exposition temporaire présentée pour la première fois en 2007 au Musée d’histoire culturelle d’Osnabrück retraçait les découvertes issues de la fortification de l’âge du fer de Schnippenburg, lieu de commerce et de culte des IIIe et IIe siècles av. J.-C. L’ampleur des découvertes, pour un site aussi réduit, suscitait de nombreuses interrogations. Cette exposition reprise par le Kelten-Römer Museum avait dès lors pour projet de mettre en exergue les possibles liens entre le site de Schnippenburg et l'oppidum de Manching. A cela s’ajoutaient des pièces d’expositions empruntées à des musées en Suisse et en République tchèque, afin d’exposer le contexte européen de sites de fouilles inhabituels, au cœur de tensions entre l'influence méditerranéenne, la culture celtique laténienne et les groupes culturels des régions limitrophes au nord.
Situlen - Bilderwelten zwischen Etruskern und Kelten auf antikem Weingeschirr  (25 juillet 2009 - 15 novembre 2009)
En collaboration avec le Musée d'histoire naturelle de Vienne et le Musée de la civilisation celtique de Bibracte en Bourgogne, cette exposition temporaire mettait en lumière le vaste monde pictural des situles, récipients cérémoniels en bronze, dont les frises d'images sont considérées comme la plus ancienne « écriture picturale » narrative d'Europe. Ces objets constituent ainsi une quantité précieuse d'informations sur la vie quotidienne, festive et culturelle des gens vivant entre le Pô et le Danube dans le milieu du Ier millénaire avant notre ère. Plusieurs situles et autres objets significatifs importés d’une dizaine de musées d'Autriche, de Slovénie et d'Allemagne ont été sélectionnés pour l’exposition, de même que des situles sans images et des plaques de ceinture ornées de motifs figuratifs, issues de sites en Souabe, en Haute-Bavière et en Basse-Franconie.
Ursprung der keltischen Archäologie: Die Brücke von La Tène - ein Schauplatz grausamer Menschenopfer?  (6 février 2010 - 7 novembre 2010)
À l'occasion du 150e anniversaire de la découverte du site archéologique de la Tène, le Musée Schwab de Bienne (aujourd’hui Nouveau Musée de Bienne), en collaboration avec le Musée national suisse de Zurich et avec le soutien du Laténium, concevait l'exposition intulée « La Tène : L'enquête - Les Questions - Les Réponses ». Pour cette année 2010, le Kelten-Römer Museum reprenait cette exposition et pour la première fois, le site de La Tène, qui a donné son nom au second âge du Fer européen, faisait l'objet d'une exposition temporaire en Allemagne. Dès lors étaient présentés dans ce cadre des objets des musées de Bienne, Zurich, Hauterive (Laténium), Lausanne, Genève et Bibracte, complétés des résultats des dernières études scientifiques sur les ossements humains et animaux de La Tène.
Aenigma - Der geheimnisvolle Code der Bronzezeit  (27 mai 2011 – 13 novembre 2011)
Les objets de cette exposition sont les « Brotlaibidole » (que l’on pourrait littéralement traduire par idoles en miche de pain), datées de l’âge du bronze, entre 2000 et 1450 av. J.-C. Ces objets ont une forme rappelant celle d’un petit pain quadrangulaire, mais fait de terre cuite et présentant une face tabulaire. Sur celle-ci sont disposés de façon organisée des groupes de lignes et autres impressions de formes variables. Si certains chercheurs y voient une proto-alphabétisation, la fonction véritable de ces artefacts demeure incertaine. Leur large aire de répartition, entre la région du Rhin moyen, de la Thuringe, de la Corse, jusqu’en Hongrie, en passant par l’Italie centrale et du nord, en font les témoins ou les outils de ce qui apparaît comme un réseau de communication européen d’envergure, impliquant aussi le sud de la Bavière.
Cette exposition temporaire fut la première à se pencher sur les recherches scientifiques entourant ces « Brotaibidole ». En collaboration avec l’initiateur de cette exposition, le Musée Archéologique d'Alto Mantovano à Cavriana (province de Mantoue), de même qu’avec la Soprintendenza ai Beni Archeologici de Lombardie à Milan, le Kelten-Römer Museum exposait de nombreuses découvertes issues d’établissements de l’âge du bronze d’Italie, de France, d’Allemagne, d’Autriche, de République tchèque, de Slovaquie, de Hongrie, de Roumanie, de Serbie et de Croatie, offrant ainsi un aperçu englobant de ce réseau de communication, dont la problématique était jusqu'alors négligée par l’archéologie allemande. Au total, 631 objets d’exposition dont 130 idoles ont été réunis, la plupart inédites en Allemagne et présentées au public pour la première fois.
Roms unbekannte Grenze - Kelten, Daker, Sarmaten und Vandalen im Norden des Karpatenbeckens  (7 juillet 2012 – 17 février 2013)
Cette exposition temporaire explorait les régions frontalières de l’Empire romain du nord-est de L’Alföld et de la Transylvanie, horizons intéressant tant de par leurs paysages que d’un point de vue historique. Ainsi étaient exposées des découvertes datées entre la fin du IVe siècle av. J.-C. et le début du IVe siècle av. J.-C., parmi lesquelles le mobilier issu de tombes guerrières celtiques, daces, sarmates, germanique ou encore vandales, encore jamais exposé en Allemagne. Cette exposition fut le fruit d’une coopération entre le Kelten-Römer Museum et de nombreux musées et instituts de recherche de Roumanie et de Hongrie, dont le Musée national hongrois de Budapest.
Ein Projekt Manchinger Schüler: Schülerschätze. Kostbarkeiten der Klasse 3c aus Oberstimm  (22 mars 2013 – 2 juin 2013)
Dans le cadre de cette exposition temporaire bien particulière avait été lancé un projet scolaire intitulé « Les écoliers font un musée ». Ce sont en effet les enfants de la classe 3c de l’école primaire d’Oberstimm, accompagné et encadrés par Maria Meßner M.A. (alors membre de l'équipe pédagogique du musée) et Petra Ostertag-Röttinger (enseignante), qui ont fait l’expérience de la création d’une exposition, allant de la sélection et l'explication des trouvailles, la création des cartels, du catalogue de l'exposition, et l'accompagnement de visiteurs à travers l'exposition. A ces travaux développant leurs connaissances écrites et orales en allemand, s’ajoutait également l’occasion pour ces élèves d’en apprendre plus sur l’histoire locale et régionale.
Les objets exposés en résultat de ce projet ont été trouvés par les enfants eux-mêmes. Certains ont pu fouiller dans les placards et les greniers des grands-parents, tandis que d'autres utilisaient des objets de leur propre chambre. L’accent n’était pas mis sur l’ancienneté des « trésors » ainsi sélectionnés, mais plutôt sur l’attachement que pouvaient avoir ou ont pu développer les enfants, ceux-ci ayant été confrontés à la tâche difficile de ne pouvoir individuellement retenir qu’une seule pièce pour cette exposition spéciale. Chacun des objets a ensuite été officiellement emprunté par le Kelten-Römer Museum selon un accord de prêt, pour être finalement intégrés dans la section celtique de l'exposition permanente. Les trésors des enfants ont ainsi pu être mis en écho avec les anciens héritages celtes.
Steppenkrieger - Reiternomaden des 7.-14. Jahrhunderts aus der Mongolei  (17 mai 2013 – 17 novembre 2013)
Cette exposition se concentrait sur la période allant des VIIe et VIIIe siècles apr. J.-C. à l'établissement de l'Empire mongol en explorant les réalisations artisanales, technologiques et culturelles de ces guerriers des steppes d’Eurasie, sur lesquelles ils ont régné durant des siècles. Au cœur de cette exposition étaient placées des trouvailles issues de sépultures de haut rang, découverte par des bergers et chasseurs mongols de l’Altaï, dans des espaces rocheux reculés. Préservée dans un climat froid et sec, à des altitudes allant de 1 800 à 3 000 m, ces tombes ont livré de nombreux vestiges organiques extrêmement précieux, tels que vêtements, selles, carquois en écorce de bouleau et en cuir, flèches à plumes, des étriers et de nombreux autres objets en excellent état de conservation. Une attention particulière a été portée sur l'arc recourbé, arme par excellence des cavaliers des steppes eurasiennes (jusqu'à l'introduction du fusil), l’exposition comprenant notamment des répliques de facteurs d'arcs professionnels, de forgerons et de spécialistes du bois.
Pendant trois ans, ces découvertes inédites ont été documentées et restaurées par une équipe de scientifiques et restaurateurs allemands et mongols dans les laboratoires du Rheinisches Landesmuseum de Bonn, pour être pour la première fois exposées dans ce même musée, puis au Musée Allard Pierson d’Amsterdam.
Das goldene Antlitz des unbekannten Makedonenkönigs. Makedonen und Kelten am Ohrid-See - ein Zusammenprall der Kulturen?  (24 juillet 2014 – 16 novembre 2014)
En partenariat avec le Musée archéologique de Macédoine et en lien avec le projet international « Clash of Cultures » étaient présentées en exclusivité et pour la première fois en dehors de la Macédoine les trouvailles des fouilles archéologiques de la nécropole antique de Lychnidos, dans l’actuelle Ohrid. En 2002, l’archéologue macédonien Pasko Kuzman y mettait au jour la tombe d’un jeune garçon de la fin de l’époque archaïque. Le riche mobilier funéraire accompagnant le défunt était composé de précieux bijoux, d’un modèle miniature de char en argent, d’un masque mortuaire et d’une main en feuille d’or. Ce mobilier, de même que de nombreuses autres trouvailles du secteur, telles que des armes offensives et défensives de mercenaires celtes du IIIe siècle av. J.-C. ou encore l’« Isis de Lychnidos », une sculpture en albâtre de la déesse égyptienne, témoignaient lors de cette exposition des échanges culturels de cette zone de contact entre le monde égéen et les horizons « barbares » d’Europe centrale.
Licht! - Lampen und Leuchter der Antike  (2 juillet 2016 – 18 juin 2017)
Cette exposition retraçait l’histoire et la préhistoire de l’éclairage artificiel, à commencer par les lustres en pin des mineurs de sel de Hallstatt, aux lampes du Haut Moyen Âge d'Asie Mineure. Qu’il s’agisse de pièces fabriquées en série, ou à l’inverse d’objets prestigieux et uniques, Le Kelten-Römer Museum exposait le développement des nombreuses variations de lampes anciennes issues des horizons européens, proche-orientaux, grecs, romains, byzantins et des premiers espaces culturels islamiques des VIIIe et VIIe siècles av. J.-C..
Schnappschuss - Zoom Dich in die Römerzeit  (16 novembre 2017 – 8 avril 2018)
Sous une forme particulière, cette « exposition » interactive consistait en une série d’ateliers ayant pour objectif d’immerger le public dans ce qu’était la vie au « temps des romains ». Les thématiques abordées étaient :
- une mise en bouche de la cuisine et gastronomie romaines ;
- une plongée dans l’atmosphère des espaces communs romaines comme les thermes et les marchés ;
- une comparaison entre la vie à Rome et la vie aux frontières de l’Empire romain ;
- une expérience de déguisement en se parant de répliques d’habits romains ;
- une démonstration de l’hygiène romaine ;
- une introduction aux estampilles romaines et à leur création.

Die Bilderwelt der Kelten  (5 juillet 2018 au 24 février 2019)
Cette exposition aborde le monde celte du premier et second âge du fer au travers de son art, dont les expressions ornaient les objets du quotidien autant que des créations prestigieuses, et grâce auquel il est aujourd’hui possible pour les chercheurs d’étudier ce groupe culturel n’ayant produit que de très rares et tardifs documents écrits. En effet, bien que la signification exacte des nombreux motifs artistiques celtes reste inconnue, les dimensions imaginaires et le rapport au surnaturel s'en dégageant semblent prendre place dans toutes les sphères d’activité du quotidien, plaçant ainsi les productions artistiques celtes comme figure de proue des représentations mentales et des pratiques culturelles de ces peuples de l'âge du fer européen.
Partant de l'art abstrait et géométrique de la fin de la période Hallstatt, l’art des celtes de la Tène a émergé depuis le Ve siècle av. J.-C. en puisant son inspiration dans de nombreuses influences de la Méditerranée et du Moyen-Orient, puis évoluant dans un style artistique totalement indépendant, aux racines florales et au bestiaire fantastique. L’Archäologische Staatssammlung de Münich présentait à cet effet au Kelten-Römer Museum plus de cent chefs-d’œuvre celtes de ses collections.
L'exposition a connu une itinérance au sein du réseau Iron Age Europe ; elle a été présentée en 2019 au Musée de la civilisation celtique de Bibracte (France), puis a fait l'objet d'une adaptation au Laténium de Neuchâtel (Suisse), sous le titre Celtes - Un millénaire d'images, dès le 29 mars 2020 (date repoussée en raison de la pandémie du COVID-19).

### Prestations pour les personnes aveugles ou malvoyantes
En partenariat avec l’Association allemande pour les aveugles et les malvoyants (Deutscher Blinden- und Sehbehindertenverband e. V.), le Comité allemand pour la prévention de la cécité (Deutsches Kommitee zur Verhütung von Blindheit e. V.) et le district de Haute-Bavière, le Kelten-Römer Museum offre plusieurs modes de visites adaptés aux personnes en situation de handicap visuel. Le premier comprend la possibilité d’emprunter, à la réception du musée, une valise didactique contenant un livre de lecture, des plans tactiles (en relief) et de nombreuses répliques des objets exposés, fidèles aux originaux; le livre de lecture sert de guide à travers l'exposition permanente, et indique les autres installations du musée. Le second consiste en la possibilité de visites guidées, durant lesquelles de nombreux éléments de l’exposition peuvent être touchés, afin d’en saisir tactilement et tangiblement la teneur.

## Autour et au-delà du musée

### Le Cercle des amis celto-romains de Manching
Le 25 octobre 1984, fut fondé le Cercle des amis celto-romains (der Keltisch-Römische Freundeskreis) de Manching. Cette association a pour objectif la sauvegarde et la promotion de l'importance historique de l’oppidum celte et des installations romaines de Manching. À cet effet, outre leur inclusion dans le groupement des acteurs responsables de la construction et du bon fonctionnement du Kelten-Römer Museum, le cercle est à l’origine de nombreux autres projets à vocation patrimoniale, tels que, en 2016, la mise en place d’un sentier didactique archéo-historique, ou encore l'organisation en toile de fond de la reconstitution de la porte Est de l’oppidum, sur la rue Geisenfelder.

### Le sentier didactique archéo-historique
Un sentier didactique archéo-historique (« Archäologischer Lehrpfad ») a été aménagé pour permettre aux visiteurs de parcourir eux-mêmes le site de l’oppidum et les autres sites de fouilles de Manching. Le parcours permet aux visiteurs d’en apprendre plus sur le passé celte et romain de Manching, mais tâche également de les sensibiliser aux transformations, aux dommages et aux restructurations qu’ont subis les vestiges au fil des siècles. Cela comprend entre autres l’essor fulgurant de l’industrie aéronautique à Manching, ainsi que l’urbanisation résultant de ce nouveau pôle technologique.

### Le parc du musée
Le parc entourant le musée associe patrimoine et nature, laissant volontairement cette dernière se développer de manière informelle. Sans clôture (le parc est public et la volonté est de garantir à tout un chacun un accès libre aux espaces verts), les espaces du parc sont délimités par des franges boisées et berges au Nord et à l’Est, de même que par des prairies inondables. Le concept du parc s’est en outre inspiré de la trame orthogonale qui structurait les habitats et édifices de l’oppidum celte. Ainsi, des rangées de poteaux en bois, disposés en rangées parallèles au musée accompagnent et guident les visiteurs au travers des espaces. Ceux-ci symbolisent à la fois la structuration précédemment mentionnée, mais également l’organisation des chemins et des clôtures qui traversaient l’oppidum celtique.
Outre cette immersion permanente dans le passé, le parc du musée comprend des espaces où les visiteurs peuvent participer à diverses activités pédagogiques et ateliers, tels qu’une incursion dans le monde de la construction celte à travers la réalisation d’un mur en clayonnage, alliant branches de saule et torchis, ou encore la construction d’une réplique d’un pan de murus gallicus.

## Réseau muséal

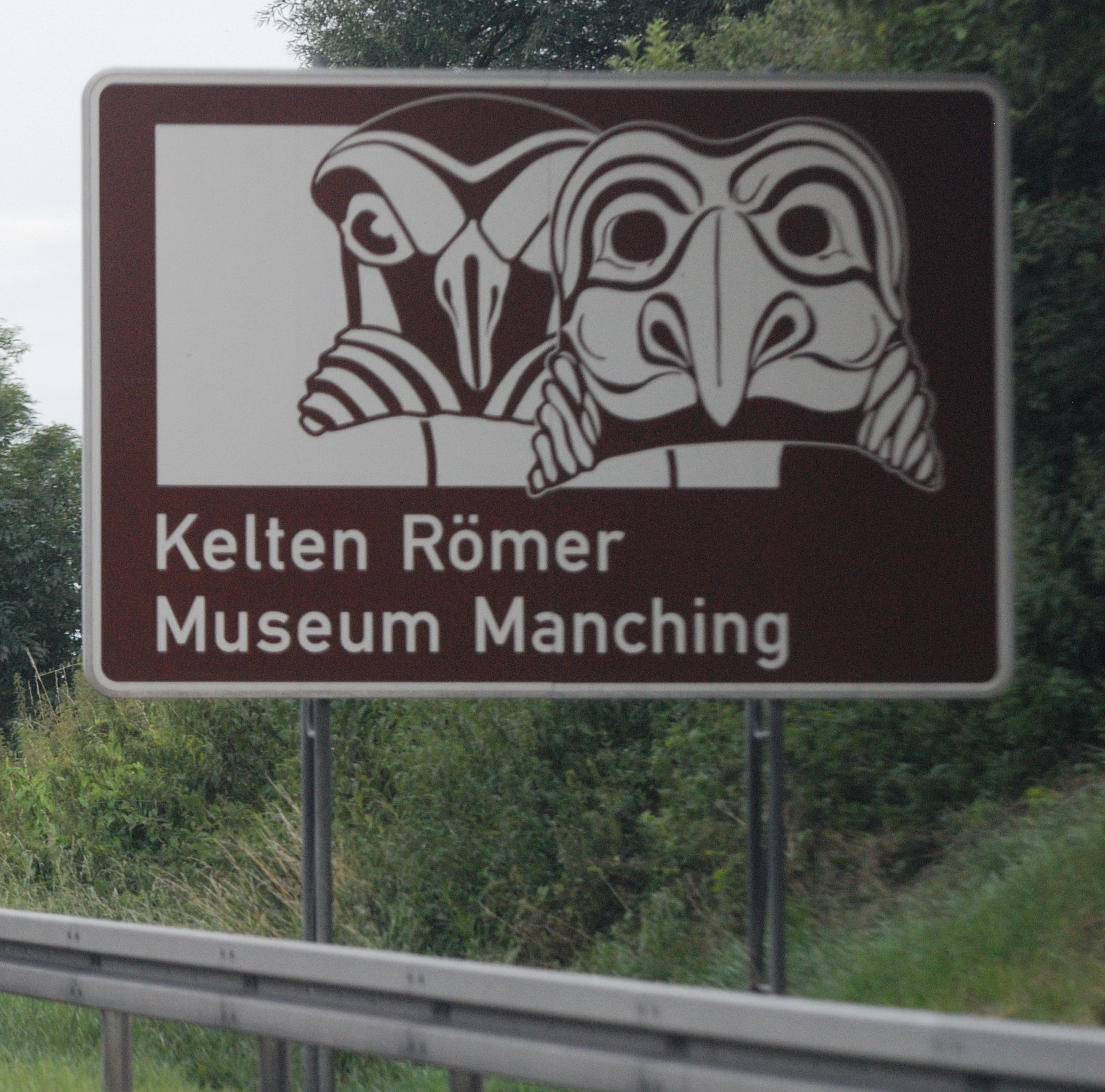
Écriteau annonçant le musée.

### Membre du réseau Iron age Europe
Le Kelten-Römer Museum Manching est rattaché au réseau Iron Age Europe. Ce réseau, créé en 2011 à l’initiative du musée et Parc archéologique du Laténium, à Hauterive, en Suisse, est un partenariat international entre institutions destinées à la recherche, à la préservation et à la valorisation de sites archéologiques et de collections emblématiques de l’Europe de l’âge du Fer.
Outre le Laténium et le Kelten-Römer Museum, ce réseau regroupe à l’heure actuelle les sites et les musées archéologiques de :
- Bibracte (Bourgogne, France) ;
- Munich (Bavière, Allemagne) ;
- Lattes (Montpellier, France) ;
- Ullastret (Catalogne, Espagne) ;
- Barcelone (Catalogne, Espagne) ;
- Ensérune (Béziers, France) ;
- Lausanne (Vaud, Suisse) ;
- Francfort (Hesse, Allemagne).

## Nominations, prix et distinctions
- En 2008, nomination aux European Museum Award of the Year[9].